# Mohammad Hashim Kamali

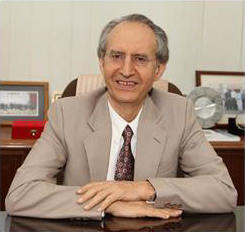
Mohammad Hashim Kamali, 2014

Mohammad Hashim Kamali (* 7. Februar 1944 im Bezirk Lal Pur der Provinz Nangarhar, Afghanistan) ist ein afghanischer Hochschullehrer für islamisches Recht. Er war von 1985 bis 2007 der Dekan des International Institute of Islamic Thought and Civilization (ISTAC) und Professor für Islamisches Recht an der Internationalen Islamischen Universität Malaysia.
Er war einer der 138 Unterzeichner des offenen Briefes Ein gemeinsames Wort zwischen Uns und Euch (engl. A Common Word Between Us & You), den Persönlichkeiten des Islam an „Führer christlicher Kirchen überall“ (engl. „Leaders of Christian Churches, everywhere …“) sandten (13. Oktober 2007).
Kamali ist Mitglied des wissenschaftlichen Beirates der interdisziplinären Forschungsstelle Key Concepts in Interreligious Discourses (KCID) an der Friedrich-Alexander-Universität Erlangen-Nürnberg und der Katholischen Universität Eichstätt-Ingolstadt.

## Schriften
- Principles of Islamic Jurisprudence, Islamic Texts Society, Cambridge 1991, ISBN 0-946621-23-3; Nachdruck der 3. überarbeiteten und erweiterten Ausgabe: Cambridge 2008, ISBN 978-0-946621-81-1
- A Textbook of Ḥadīth Studies: Authenticity, Compilation, Classification and Criticism of Hadith. The Islamic Foundation, United Kingdom. 2005.
- War and Peace in Islam: The Uses and Abuses of Jihad, hrsg. v. Prinz Ghazi bin Muhammad, İbrahim Kalın & Mohammad Hashim Kamali. 2013 (MABDA English Monograph Series)
- The Middle Path of Moderation in Islam: The Qurʼānic Principle of Wasaṭiyyah. Foreword by Tariq Ramadan. Oxford University Press 2015